# Portugalia na Zimowych Igrzyskach Olimpijskich 2014
Portugalia na Zimowych Igrzyskach Olimpijskich 2014 – kadra sportowców reprezentujących Portugalię na igrzyskach w 2014 roku w Soczi liczyła 2 sportowców. Był to siódmy start Portugalii na zimowych igrzyskach olimpijskich.

## Skład reprezentacji

### Narciarstwo alpejskie
| Konkurencja   | Zawodnik    | Zjazd 1. | Zjazd 1. | Zjazd 2. | Zjazd 2. | Suma    | Miejsce |
| Konkurencja   | Zawodnik    | Czas     | Miejsce  | Czas     | Miejsce  | Suma    | Miejsce |
| ------------- | ----------- | -------- | -------- | -------- | -------- | ------- | ------- |
| Slalom gigant | Artur Hanse | 1:30.52  | 57.      | DNF      | DNF      | DNF     | DNF     |
| Slalom        | Artur Hanse | DNF      | DNF      | DNF      | DNF      | DNF     | DNF     |
| Slalom gigant | Camile Dias | 1:32.70  | 63.      | 1:34.93  | 63.      | 3:07.63 | 59.     |
| Slalom        | Camile Dias | 1:05.24  | 48.      | 1:03.26  | 41.      | 2:08.50 | 40.     |